# Ittihad Tanger
Ittihad Riadhi de Tanger (arab. الاتحاد الرياضي لطنجة) – marokański klub piłkarski z siedzibą w Tangerze. W sezonie 2025/2026 gra w GNF 1.

## Opis

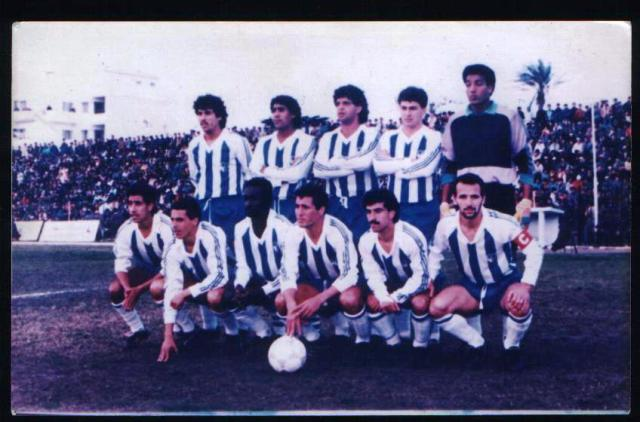
Ittihad Tanger w pierwszych latach istnienia

Klub założony został w 1983 roku. Drużyna wygrała GNF 2 w sezonie 2014/2015, a GNF 1 w sezonie 2017/2018. Klub gra na Grand Stade de Tanger, który mieści 45 000 widzów. Od 13 stycznia 2024 roku trenerem drużyny jest Hilal Et-Tair.

## Afrykańskie puchary
| Sezon   | Rozgrywki           | Runda | Klub           | Dom | Wyjazd | Ogólnie |
| ------- | ------------------- | ----- | -------------- | --- | ------ | ------- |
| 2017    | Puchar Konfederacji | PQ    | AS Douanes     | 1–0 | 2–1    | 3–1     |
| 2017    | Puchar Konfederacji | 1Q    | AS Kaloum Star | 3–0 | 0–1    | 3–1     |
| 2017    | Puchar Konfederacji | 2Q    | Horoya AC      | 3–2 | 0–2    | 3–4     |
| 2018/19 | Liga Mistrzów       | PQ    | Elect-Sport FC | 1–0 | 0–0    | 1–0     |
| 2018/19 | Liga Mistrzów       | 1Q    | JS Saoura      | 1–0 | 0–2    | 1–2     |
| 2018/19 | Puchar Konfederacji | 2Q    | Zamalek SC     | 0–0 | 1–3    | 1–3     |